# Ленче Арсова
Ленче Стоянова Арсова е деятелка на комунистическата съпротива във Вардарска Македония.

## Биография
Родена е на 16 август 1919 година в град Битоля. През 1940 година става членка на ЮКП. През юли 1941 година влиза в местния комитет на ЮКП за Щип и във Военния щаб. От 1943 година е членка на Втория областен комитет на МКП. През август 1944 година става заместник-командир на базата на Главния щаб на НОВ и ПОМ. Отделно от това е ръководител на службата за шифровка при Главния щаб на НОВ и ПОМ и шифрант във Върховния щаб на НОВ и ПОЮ. Става секретар на Местния комитет на ЮКП за Щип. След Втората световна война преминава през различни обществени и политически длъжности. Ленче Арсова е дългогодишен председател на Червения кръст за Македония. Омъжена е за Любчо Арсов.